# Thongil-181
Thongil-181 – typ tramwaju, który powstał w wyniku modernizacji czechosłowackiego tramwaju Tatra KT8D5K w Zakładzie Napraw Autobusów w Pjongjangu (kor. 평양뻐스수리공장, pyeong-yangppeoseusuligongjang).

## Historia
Około 2014 r., w związku z rezygnacją Pjongjangu z dalszego sprowadzania używanych tramwajów z Europy, postanowiono przeprowadzić modernizację posiadanych tramwajów Tatra KT8D5K.

## Modernizacja
Prototypowy tramwaj zaprezentowano 9 września 2018 r. w rocznicę proklamacji Koreańskiej Republiki Ludowo-Demokratycznej. Zajezdnię tramwajową Songsan, do której przekazano pierwszy zmodernizowany tramwaj, osobiście wizytował Najwyższy Przywódca KRLD Kim Dzong Un.
Prototyp jest tramwajem trójczłonowym, dwustronnym, dwukierunkowym. Kolejne tramwaje utraciły jednak dwukierunkowość w wyniku modernizacji.
Modernizacja obejmuje:
- wymianę poszycia zewnętrznego
- zastąpienie silników prądu stałego silnikami asynchronicznymi z rozruchem impulsowym
- wymianę okien na wklejane
- wymianę czteroczęściowych drzwi harmonijkowych na dwuczęściowe obrotowe
- montaż nowych ścian czołowych z tworzyw sztucznych
- modernizację wnętrza
- lakierowanie w nowy schemat malowania
- zastąpienie pantografu nożycowego połówkowym (niektóre wagony)
- likwidacja drzwi z prawej strony nadwozia i drugiej kabiny
- skrócenie tramwaju o środkowy człon (niektóre wagony)

Większość części wykorzystanych do modernizacji ma pochodzić z zakładów w Korei Północnej.
| Państwo        | Miasto         | Typ                                     | Lata modernizacji | Liczba | Numery taborowe | Uwagi    |       |
| -------------- | -------------- | --------------------------------------- | ----------------- | ------ | --------------- | -------- | ----- |
| KRLD           | Pjongjang      | Thongil-181 dwukierunkowy               | 2018              | 1      | 1003            | prototyp | [ 3 ] |
| KRLD           | Pjongjang      | Thongil-181 jednokierunkowy             | 2018–             | 13     |                 |          | [ 3 ] |
| KRLD           | Pjongjang      | Thongil-181 jednokierunkowy dwuczłonowy | 2019–             | 4      | 1008,?          |          | [ 3 ] |
| Łączna liczba: | Łączna liczba: | Łączna liczba:                          | Łączna liczba:    | 18     |                 |          |       |